# Austrophorocera pellecta
Austrophorocera pellecta là một loài ruồi trong họ Tachinidae.